# Góra Gryca
Góra Gryca (góra Grytza; niem. Grütz Berg) – najwyższe wzniesienie w okolicach Bytomia (317,7 m n.p.m.). Nazwa tego wzniesienia, pochodzi od popularnego niegdyś na Górnym Śląsku imienia Grycek, zdrobnienia imienia Grzegorz.

## Lokalizacja i Geologia
Góra Gryca mieści się w zachodniej części miasta Bytom (dzielnica Miechowice), na północ od skrzyżowania łączącego DK nr 88 z DK nr 94. Pod względem geologicznym jest to południowo-zachodni kraniec Wyżyny Śląskiej (tzw. Wyżyna Miechowicka). Podobnie jak cała okolica, zbudowana jest głównie z mało urodzajnych gleb piaszczysto – gliniastych. Spowodowane jest to głównie działalnością lodowca.

## Wczesne osadnictwo
Ludzie już od najdawniejszych lat osiedlali się na Grützbergu. Najstarsze ślady zamieszkania na tym terenie pochodzą z młodszego paleolitu. Z tego okresu pochodzą liczne ślady w postaci narzędzi, wykonanych głównie z bezcennego wówczas krzemienia. Pierwszymi mieszkańcami tych terenów były plemiona, które przybyły na te tereny przez Bramę Morawską z terytorium dzisiejszych Czech, zaraz po ustąpieniu lodowca. Góra Gryca, jako wzniesienie, musiała zwrócić na siebie uwagę dzięki swoim naturalnym warunkom. Pierwotni ludzie, bowiem, jak wynika z prac archeologicznych, prędko uznali te tereny, jako dogodne miejsce do lokalizacji swojego domostwa. Człowiek przebywał na tych terenach również w późnym paleolicie jak i w neolicie. Z neolitu pochodzą odnalezione na tych terenach drapacze i kamienny toporek (narzędzia wówczas niezbędne do przeżycia). Następna fala migracji przypada na lata (1800 – 600 p.n.e.), kiedy na te tereny przybywały ludy ugrofińskie i pasterskie ludy z terenów półwyspu Iberyjskiego. Z tego okresu pochodzą odkryte w XX wieku gliniane naczynia.

## Czasy nowożytne

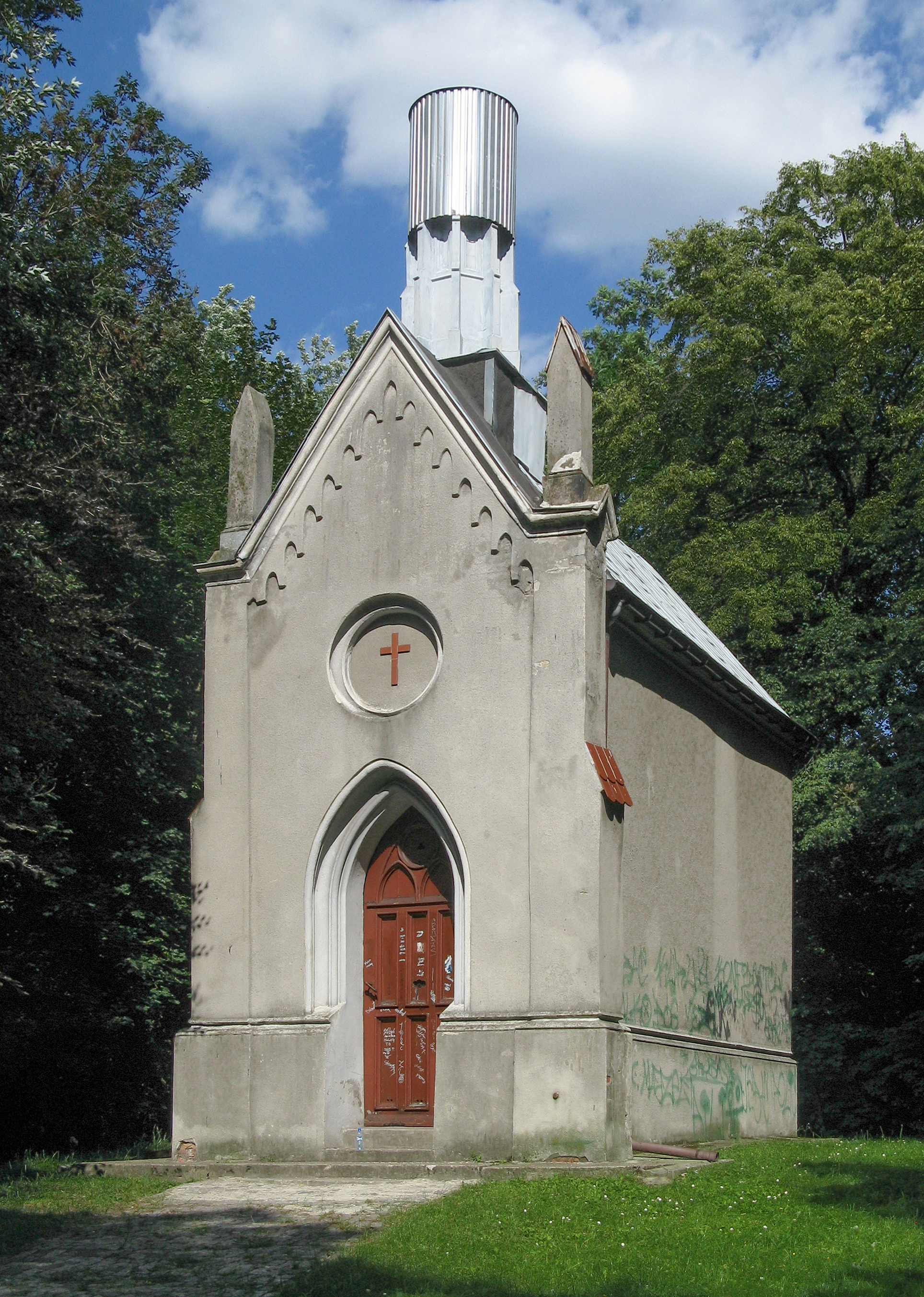
Kaplica św. Barbary na Górze Gryca (2018)

Północną stroną wzniesienia biegł zachowany do dziś fragment starej drogi Opole – Bytom – Kraków. 
Na Górze Gryca w późniejszym czasie wybudowano wapienniki, skąd uzyskiwano wapno wykorzystywane, jako nawóz do zakwaszonych miejscowych pól. Inicjatorem budowy wapienników był pierwszy nowożytny przemysłowiec w historii Miechowic, urodzony we Wrocławiu kupiec Franciszek Aresin. Następnym ważnym momentem w historii Góry Gryca, było utworzenie przez właściciela Miechowic, a zarazem posła na Sejm Pruski, Franciszka Wincklera, parku dla robotników – pierwszego na Górnym Śląsku parku publicznego. Szlachcic ten, który wystąpił przed Sejmem, z projektem skrócenia czasu pracy z 12 do 8 godzin, doskonale rozumiał potrzeby swoich pracowników i to dla nich w 1850 r. ufundował w tym parku kaplicę św. Barbary. Kaplica po dziś dzień jest centralnym punktem wzniesienia. Co warto podkreślć, jest ona również najstarszą budowlą sakralną na terenie Miechowic.

## Współczesność
Obecnie na Górze Gryca nadal mieści się wybudowany 150 lat wcześniej park, który jednak ze względu na brak pieniędzy i zainteresowania ze strony władz miejskich, z roku na rok coraz bardziej podupada. Raz na kilka lat pracę rekultywacyjne prowadzi proboszcz miejscowej parafii św. Krzyża. Z północnej strony Góry Gryca wzdłuż ulicy Drobczyka mieści się osiedle domków jednorodzinnych. Góra Gryca jest również naturalną granicą między dzielnicami Miechowice i Karb.